# Lindbergh (cráter)

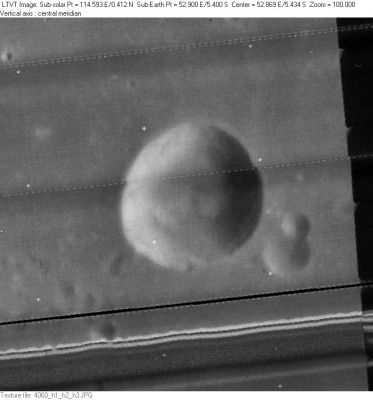
Fotografía de la misión Lunar Orbiter 4

Lindbergh es un pequeño cráter de impacto lunar que se encuentra en la parte occidental del Mare Fecunditatis, al oeste del cráter inundado de lava Bilharz, y al noreste de Ibn Battuta. Lindbergh fue previamente designado Messier G antes de recibir su nombre actual por decisión de la UAI. El inusual cráter alargado Messier se encuentra a unos 150  km al noroeste.
Se trata de un cráter aislado que está completamente rodeado por el mar lunar. Es circular y en forma de cuenco, con un suelo interior que abarca aproximadamente la mitad del diámetro del cráter. Las paredes internas se inclinan suavemente hacia el suelo y carecen de características o impactos notables.
|  |